# Ozarba adactricula
Ozarba adactricula är en fjärilsart som beskrevs av Achille Guenée 1852. Ozarba adactricula ingår i släktet Ozarba och familjen nattflyn. Inga underarter finns listade i Catalogue of Life.